# بابلو أسينسيو
بابلو أسنسيو (ولد في 3 كانون الثاني / يناير 1973) هو لاعب ومدرب كرة قدم أرجنتيني محترف سابق، كان المدير الفني لفريق Whitehawk حتى أقيل.